# Těšov (Milíkov)
Těšov (německy Teschau) je malá vesnice, část obce Milíkov v okrese Cheb v Karlovarském kraji. Nachází se asi 1,5 kilometru západně od Milíkova. Je zde evidováno 15 adres. V roce 2011 zde trvale žilo devět obyvatel.
Těšov leží v katastrálním území Těšov u Milíkova o rozloze 1,86 km².

## Historie
První písemná zmínka o vesnici pochází z roku 1370. V roce 2008 byl ve vsi založen pravoslavný monastýr.

## Obyvatelstvo
Při sčítání lidu v roce 1921 zde žilo 274 obyvatel, všichni německé národnosti, kteří se hlásili k římskokatolické církvi.
| Rok            | 1869 | 1880 | 1890 | 1900 | 1910 | 1921 | 1930 | 1950 | 1961 | 1970 | 1980 | 1991 | 2001 | 2011 | 2021 |
| -------------- | ---- | ---- | ---- | ---- | ---- | ---- | ---- | ---- | ---- | ---- | ---- | ---- | ---- | ---- | ---- |
| Počet obyvatel | 377  | 369  | 299  | 302  | 302  | 274  | 273  | 74   | 54   | 46   | 13   | 9    | 7    | 9    | 24   |
| Počet domů     | 69   | 71   | 65   | 65   | 64   | 60   | 56   | 31   | -    | 11   | 6    | 10   | 11   | 13   | 14   |

## Obecní správa
Při sčítání lidu v letech 1850–1879 Těšov byl osadou obce Milíkov v okrese Planá. V letech 1880–1949 byl samostatnou obcí, se kterým patřila nejprve do okresu Planá, ale v letech 1900–1949 v okrese Mariánské Lázně. V letech 1950–1959 byl částí obce Malá Šitboř v okrese Mariánské Lázně. V letech 1960–1975 byl znovu částí obce Milíkov v okrese Cheb. Od 1. ledna 1976 do 23. listopadu 1990 byl částí obce Dolní Žandov v okrese Cheb. Od 24. listopadu 1990 je opět částí obce Milíkov v okrese Cheb.